# Чертово (озеро)
Черто́во (бел. Чарто́ва) — озеро в Гродненском районе Гродненской области Белоруссии. Относится к бассейну реки Соломянка.
Озеро Чертово располагается в 37 км к северо-востоку от города Гродно, в 1,9 км к юго-востоку от деревни Узбережь и в 3 км к востоку от озера Веровское.
Площадь поверхности озера — 0,11 км², длина — 0,4 км, ширина — 0,32 км, длина береговой линии — 1,1 км.
Котловина озера — остаточного типа, с невыраженными склонами. Высота берегов — до 0,5 м. Из озера вытекает ручей, впадающий в озеро Дервениское (Кальница).
Про озеро Чертово снят документальный фильм «Тайны белорусского Лох-Несс. Чёртово озеро» (режиссёр Максим Гармаш). Фильм стал лауреатом Республиканского фестиваля короткометражных фильмов имени Ю. Тарича.